# (5133) Phillipadams
(5133) Phillipadams est un astéroïde de la ceinture principale.

## Description
(5133) Phillipadams est un astéroïde de la ceinture principale. Il fut découvert le 12 août 1990 à Siding Spring par Robert H. McNaught. Il présente une orbite caractérisée par un demi-grand axe de 2,71 UA, une excentricité de 0,22 et une inclinaison de 12,0° par rapport à l'écliptique.

## Compléments